# Les Rebelles de la Volga
Pour plus de détails, voir Fiche technique et Distribution.
Les Rebelles de la Volga (en tchouvache : Атăл пăлхавçисем ; en russe : Волжские бунтари) est un film dramatique et historique soviétique de Paul Petrov-Bytov sorti le 22 juin 1926. Le film fut détruit sur décision du bureau régional de la République socialiste soviétique autonome tchouvache et est actuellement considéré comme perdu.

## Liminaire
Le film Les Rebelles de la Volga fut tourné pour commémorer les vingt ans de la Révolution russe de 1905 et est le premier film de long métrage tourné en Tchouvachie.

## Sujet
Le film Les Rebelles de la Volga raconte la lutte du peuple tchouvache pour ses droits au début du vingtième siècle en une narration épique, et comporte un prologue, huit tableaux et un épilogue. En plus de présenter les événements de 1905-1907, le film montre certains rituels, tels que le Čük, et l'Akatúj. Les Rebelles de la Volga est le témoin du niveau culturel et politique de la paysannerie de Tchouvachie.

## Synopsis
Première révolution russe, de 1905 à 1907. Khoury, un agriculteur actif lors de la révolution a été arrêté et emprisonné. Les paysans tchouvaches tentent de le libérer. Les troupes tsaristes, dirigées par Kazan, écrasent dans le sang la rébellion menée par le vice-gouverneur Kobeko. Khoury parvient alors à s'évader. Sous l'influence de Kobeko, il lance une bombe, mais échoue dans sa tentative et doit s'enfuir à l'étranger. À son retour, il est arrêté et renvoyé en prison. Libéré lors de la révolution de 1917, il sera tué lors de sa capture par les troupes de Kazan.

## Fiche technique
- Titre français : Les Rebelles de la Volga
- Titre original : Атăл пăлхавçисем
- Réalisation : Paul Petrov-Bytov
- Scénario : Joachim Maksimov-Koškinskij, Paul Petrov-Bytov
- Pays d'origine :  Union soviétique /  Tchouvachie
- Langues : russe, tchouvache
- Durée : 78 minutes
- Date de sortie : Tchouvachie : 22 juin 1926

## Lieux de tournage
Le film fut tourné dans des villages aux alentours de Tcheboksary, la capitale tchouvache.

## Distribution
- S. Galič
- Pëtr Kirillov
- Marija Dobrova
- Iona Talanov
- Šura Zav'jalov